# Jereme Rogers
Jereme Rogers är en skateboardåkare som kommer från USA, närmare bestämt från Boston i Massachusetts. Numera bor han i Los Angeles i Kalifornien. Jereme åker helst street, det vill säga på gator, trappor, torg och dylikt. Jereme är sponsrad av bland annat Plan B Skateboards och DVS Shoes. 2007 så gick jereme och Girl Skateboards skilda vägar. Men direkt efter gick vidare med sin karriär med Plan B skateboards]. Jereme medverkar även i filmen Skate More utgiven av DVS shoes, 2010 lämnade JR Plan B för Selfish skateboards. Selfish skateboards innehåller bl.a. Jereme Rogers och Brian Wenning.